# Ivan Šubašić
Ivan Šubašić (7. května 1892, Vukova Gorica – 22. března 1955, Záhřeb) byl jugoslávský meziválečný politik chorvatské národnosti, poslední bán Chorvatska a předseda exilové jugoslávské vlády, která sídlila v době druhé světové války v Londýně.

## Politická činnost
Vzděláním byl právník. Po skončení války vyjednával na popud Velké Británie s Josipem Brozem Titem o společné vládě komunistů a exilových politiků. Na jaderském ostrově Vis uzavřeli smlouvu, která měla obě paralelní vlády přiblížit.
V první poválečné jugoslávské vládě zastával pozici ministra zahraničí, avšak pro nesouhlas s nastoleným (komunistickým) kurzem směřování země se rozhodl nakonec rezignovat. Poté se již politického života až do své smrti neúčastnil.